# 마이크 마주키
마이크 머저키(Mike Mazurki, 1907년 12월 25일 ~ 1990년 12월 9일)는 미국의 배우, 프로 레슬링 선수이다.

## 출연 작품
- 몹 보스 (1990년)
- 딕 트레이시 (1990년)
- 유쾌한 감방 (1985년)
- 허클베리 핀의 모험 (1981년) - 로건 역
- 엘리게이터 (1980년)
- 매직 오브 래시 (1978년)
- 위치 웨이 투 더 프론트 (1970년)
- 일곱 여인 (1966년)
- 사고뭉치 간호조무사 (1964년)
- 샤이안 (1964년)
- 포 포 텍사스 (1963년)
- 도노반의 산호초 (1963년)
- 매드 매드 대소동 (1963년)
- 풍선기구의 5주 (1962년)
- 심부름 소년 (1961년)
- 포켓에 가득찬 행복 (1961년)
- 팩츠 오브 라이프 (1960년)
- 뜨거운 것이 좋아 (1959년)
- 80일간의 세계일주 (1956년)
- 블러드 앨리 (1955년)
- 키스밋(영어판) (1955년)
- 이집트 (1954년)
- 더 라이트 터치 (1952년)
- 마이 페이버릿 스파이 (1951년)
- 밤 그리고 도시 (1950년) - 교살범 역
- 로프 오브 샌드 (1949년)
- 넵툰의 딸 (1949년)
- 컴 투 더 스테이블 (1949년)
- 악몽의 골목 (1947년)
- 정복되지 않는 사람들 (1947년)
- 딕 트레이시 (1945년)
- 스페니쉬 메인 (1945년)
- 애보트와 코스텔로 (1945년)
- 다고타 (1945년)
- 안녕, 내 사랑 (1944년) - 무스 말로이 역
- 쉐인 온 하베스트 문 (1944년)
- 탱크 유어 럭키 스타스 (1943년)
- 스윙 피버 (1943년)
- 철완 짐 (1942년)
- 상하이 제스처 (1941년)

### 텔레비전
- 추격 (1959년)
- 보난자 (1959년)
- 서부의 파라딘 (1957년)
- 페리 메이슨 (1957년)
- 꿈꾸는 낙원 (1978년)